# Hébé et l'Aigle de Jupiter
Pour les articles homonymes, voir Hébé (homonymie) et Jupiter.
Hébé et l'Aigle de Jupiter est une sculpture française du XIXe siècle, de style classique allégorique, en marbre, réalisée entre 1852 et 1857 par le sculpteur français François Rude (1784-1855) et terminée par son élève Paul Cabet (1815-1876). Cette œuvre majeure et testamentaire de François Rude est une allégorie de la jeunesse éternelle, exposée au musée des beaux-arts de Dijon depuis 1857.

## Historique
François Rude consacre les trois dernières années de sa vie à deux sculptures dont il choisit lui-même les sujets pour répondre aux commandes de sujets libres de sa ville natale de Dijon : cette œuvre commandée en 1846, et L'Amour dominateur du monde, dans lesquelles l'artiste renoue avec un certain classicisme et qui constituent son testament artistique.

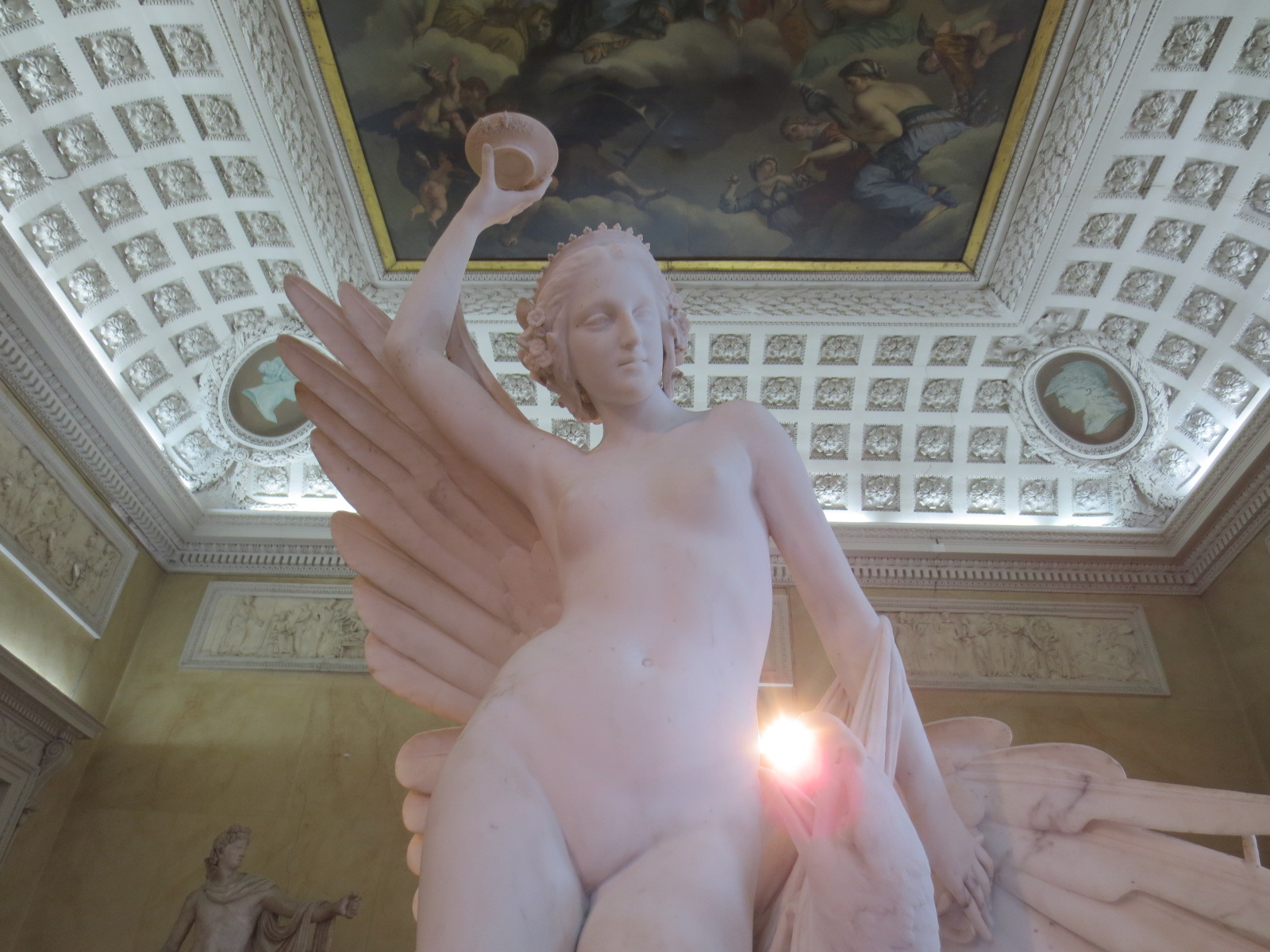
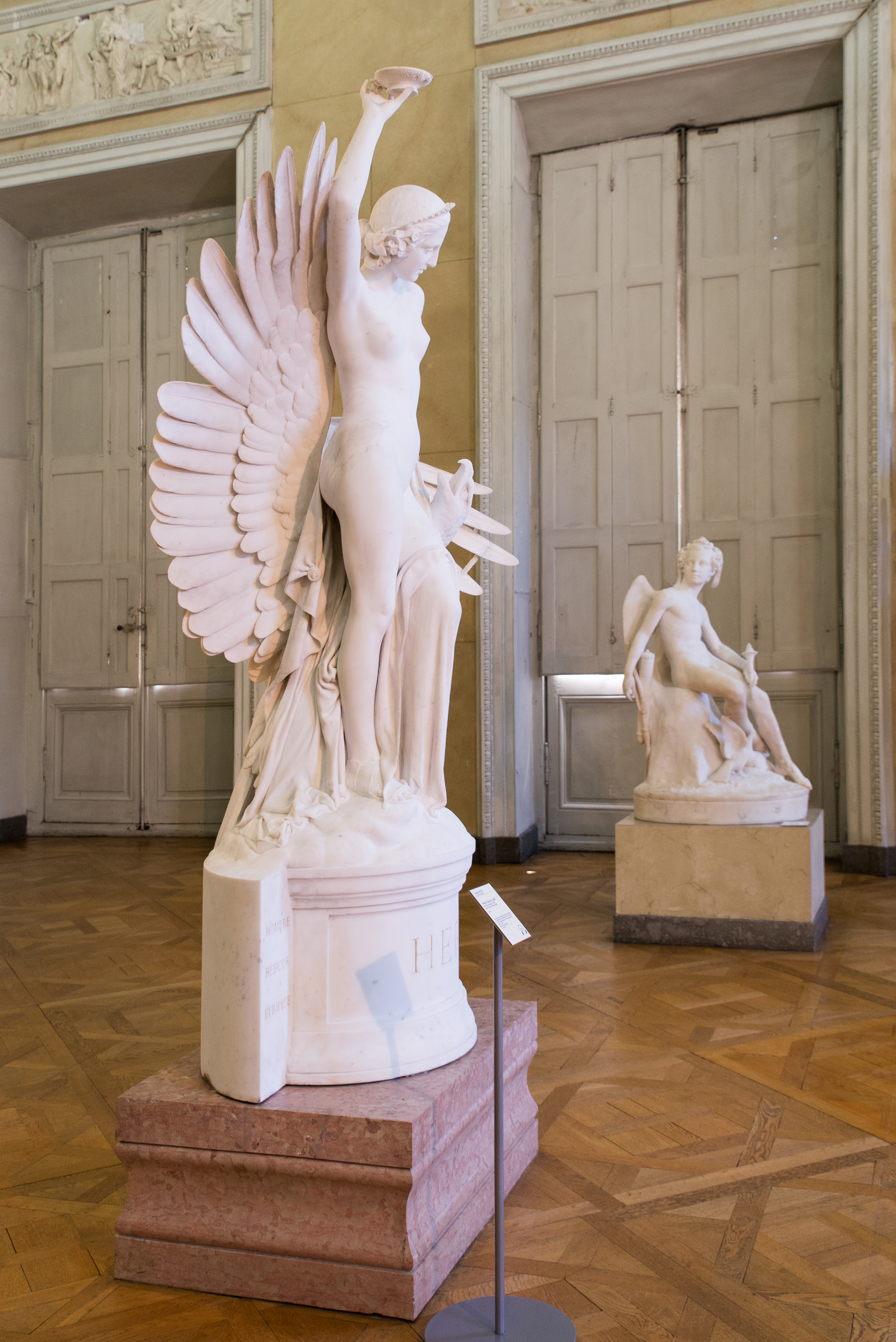
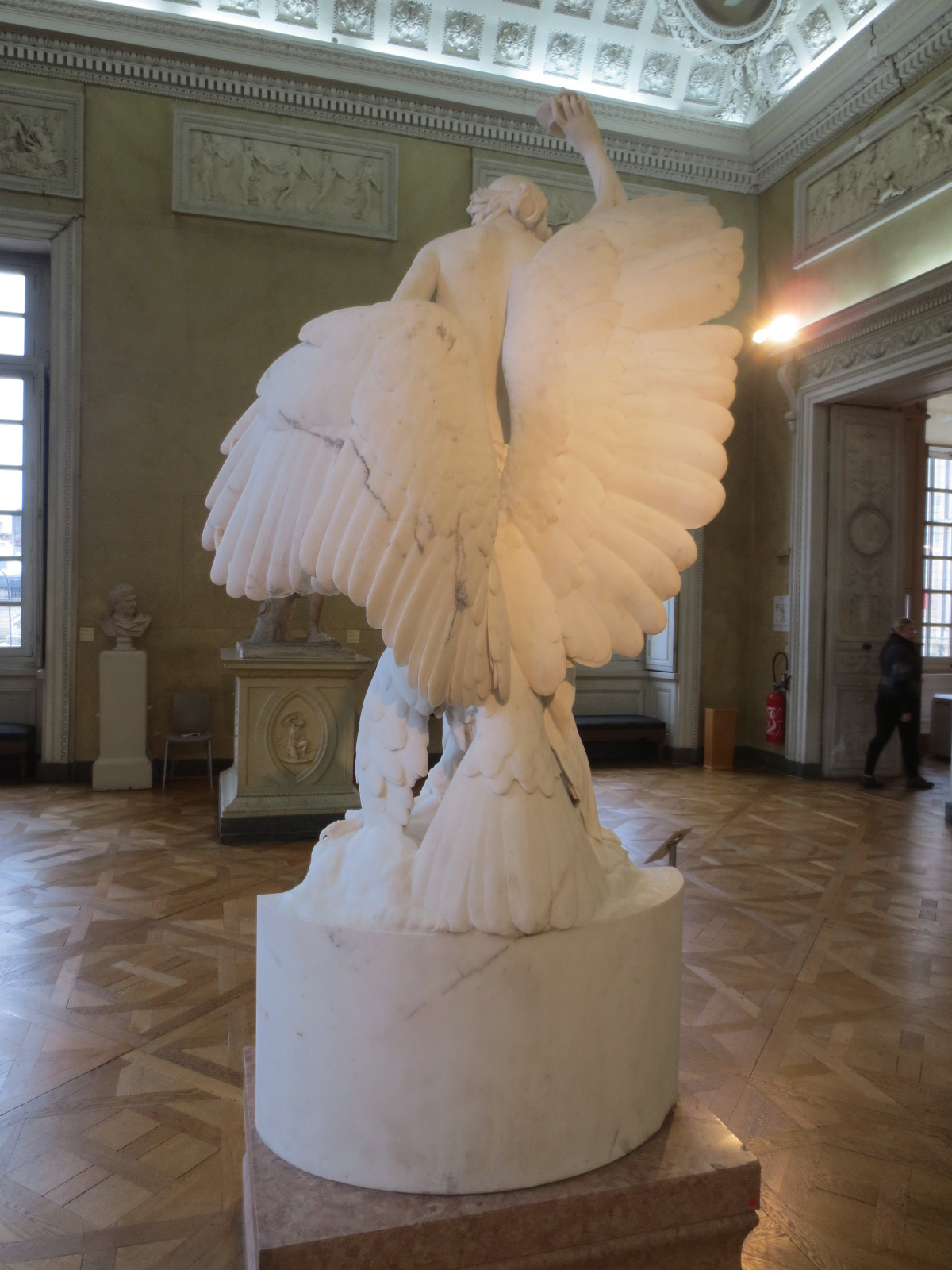
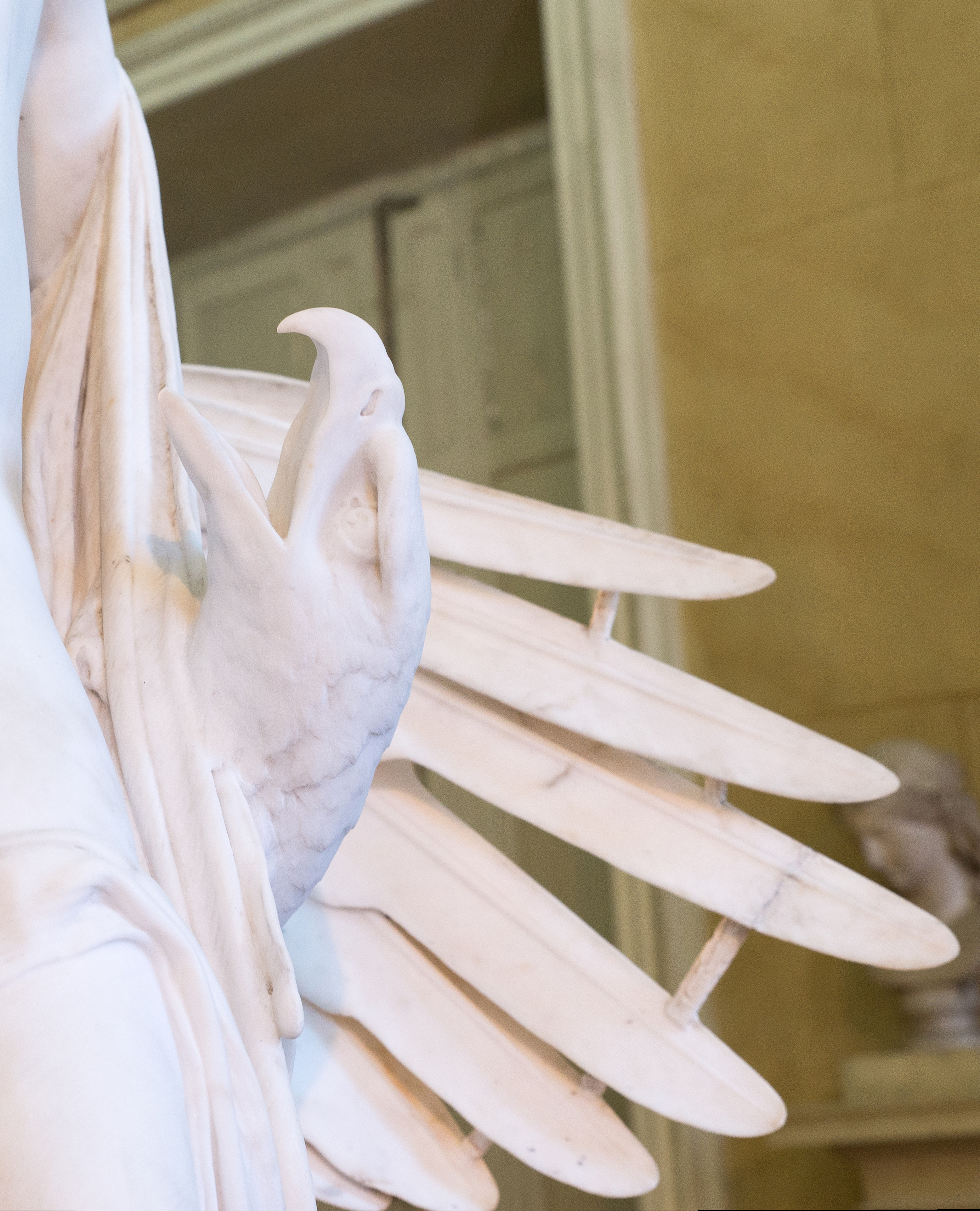
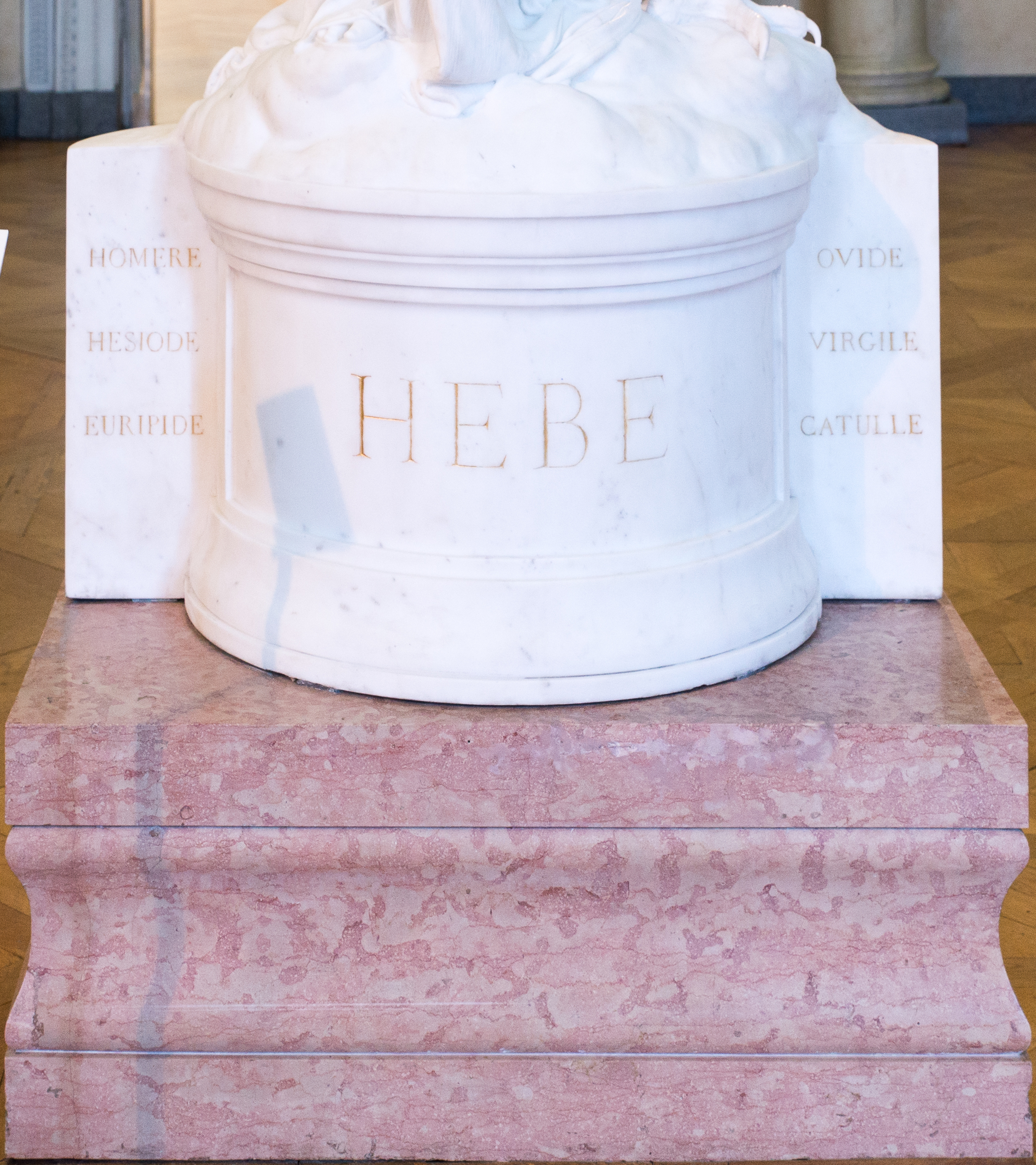

Il sculpte cette œuvre à partir d'une esquisse de 1852 (exposée au Musée du Louvre). L'œuvre reste inachevée à sa disparition en 1855. Elle est terminée deux ans plus tard en 1857, sous la direction de son élève et neveu Paul Cabet, exposée au salon de peinture et de sculpture 1857 de Paris, puis au musée des beaux-arts de Dijon, avec L'Amour dominateur du monde (statue en marbre voisine du dieu de l'Amour Cupidon). 

## Thème artistique
Cette œuvre majeure et testamentaire de l'artiste fait référence au thème artistique des divinités de la mythologie gréco-romaine. Elle est une allégorie à la jeunesse éternelle, avec le corps svelte de la jeune déesse éternelle Hébé (fille de Jupiter / Zeus et de Junon, déesse de la jeunesse et de la vitalité, échanson des dieux, chargée de leur servir la nourriture divine Ambroisie et Nectar qui assure leur immortalité. Elle tient une coupe de nourriture divine d’immortalité, que l'aigle (aigles dans la culture) symbolisant le dieu des dieux Jupiter / Zeus (son père) cherche à atteindre... 

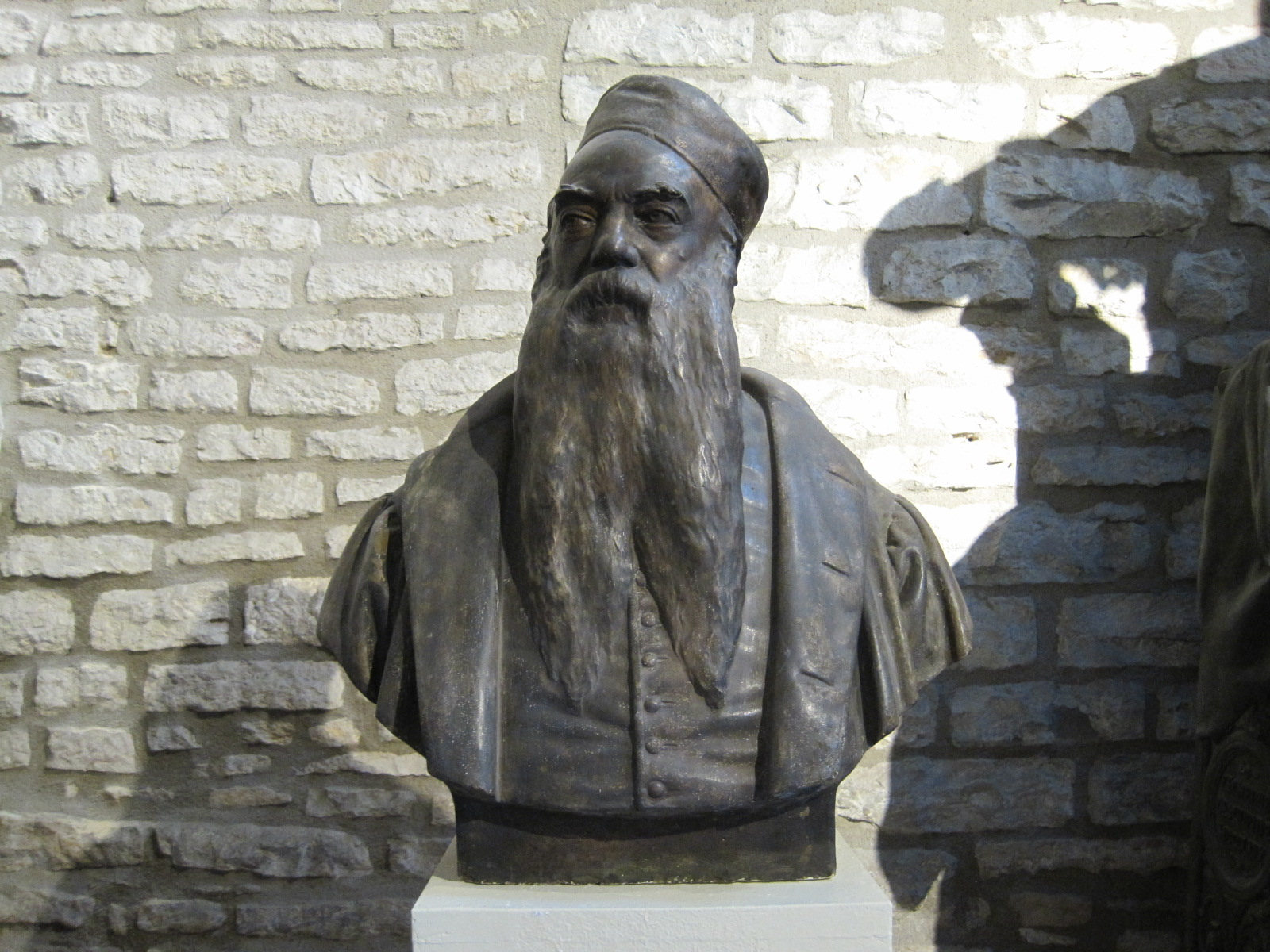
François Rude (1784-1855) Musée Rude de Dijon
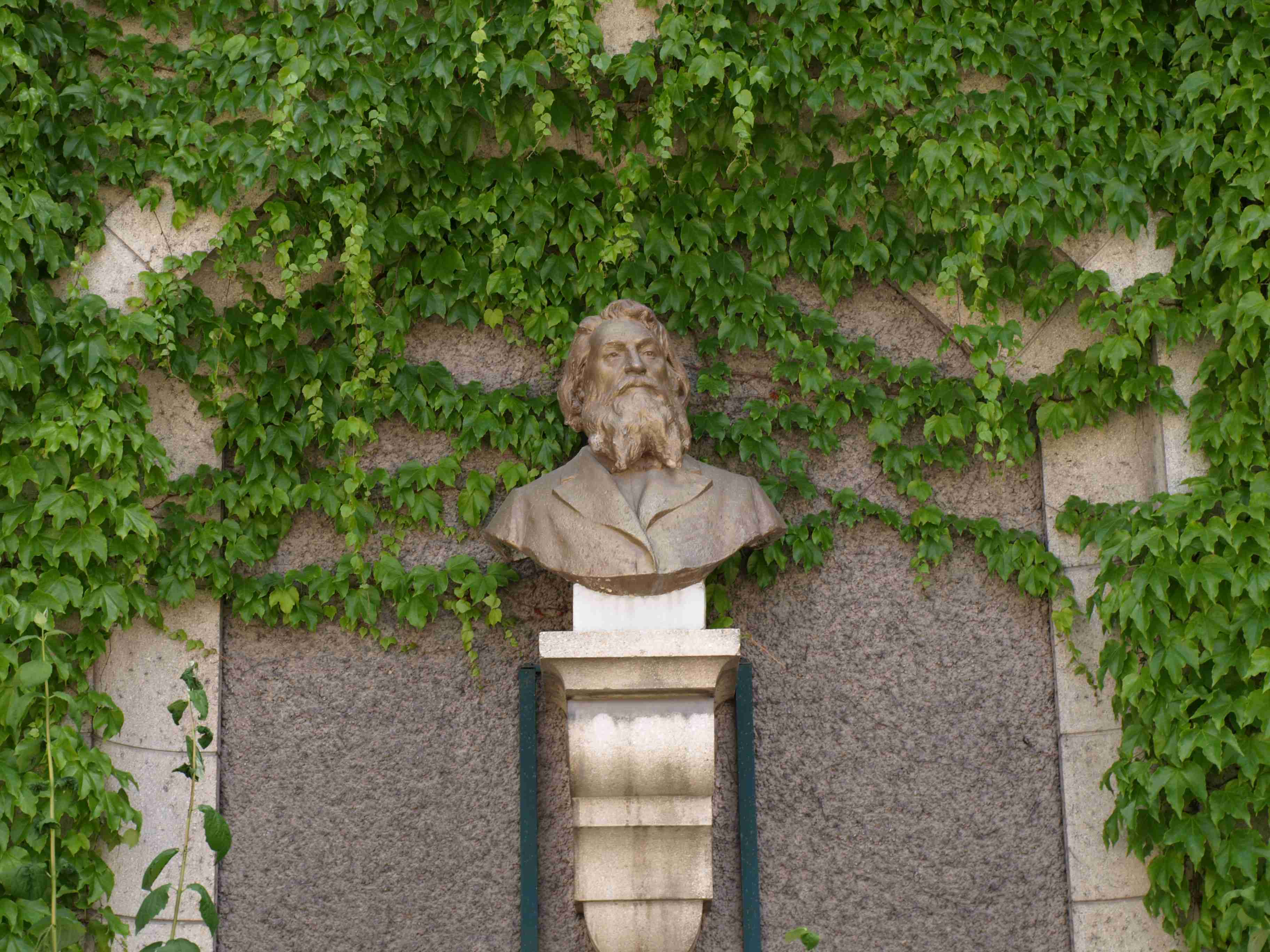
Paul Cabet (1815-1876) Beffroi de Nuits-Saint-Georges
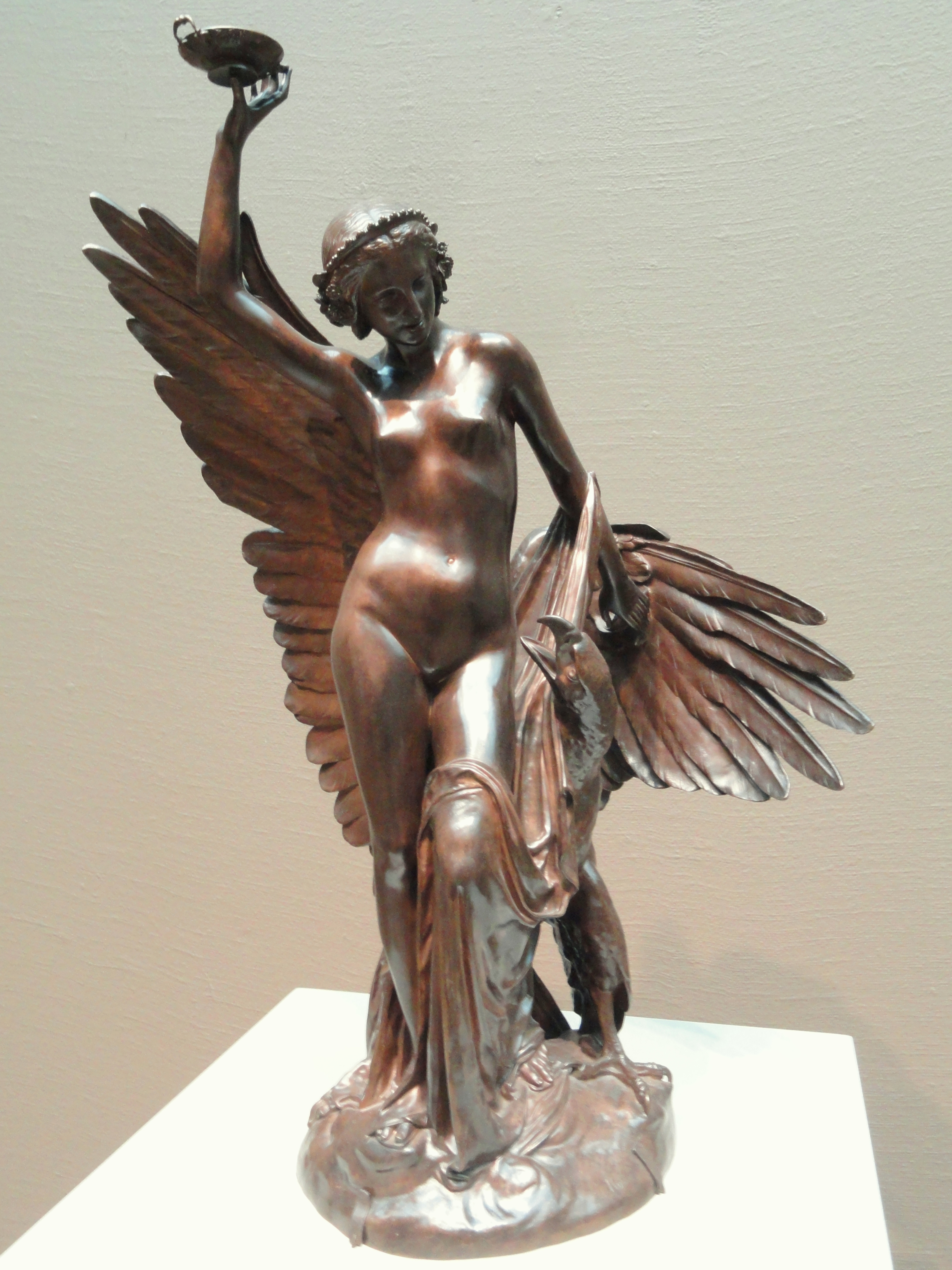
Réduction en bronze de l'Art Institute of Chicago

Les principaux auteurs antiques éternels de mythologie gréco-romaine Homère, Hésiode, Euripide, Ovide, Virgile et Catulle sont inscrits sur le socle. 
Ce thème a également inspiré des nombreux peintres et sculpteurs du XIXe siècle dont Albert-Ernest Carrier-Belleuse, Antonio Canova, Jean Coulon, Bertel Thorvaldsen, Eugène-Antoine Aizelin, Gaspare Landi ...